# Ghulam Mohammed Sadiq

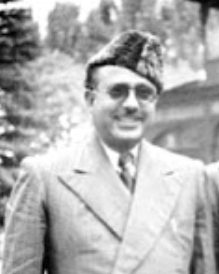
Ghulam Mohammed Sadiq (1912 - 1971)

Ghulam Mohammed Sadiq (1912-1971). Estudió en la Universidad de Delhi donde obtuvo licencia de abogado, aunque nunca ejerció su profesión.
Se dedicó de muy joven a la política, opositor férreo de la corrupción, obtuvo gran popularidad al poco tiempo de iniciar una campaña de limpieza política en toda la India. Miembro del Partido del Congreso Nacional Indio, nunca formó parte de ningún gabinete, su lucha siempre fue por el bienestar de su estado natal.
En 1964 se convirtió en primer ministro del estado principesco de Jammu y Cachemira, bajo la regencia del heredero a Maharaja, Karan Singh, siendo principal contendor de Bakshi Ghulam Mohammad. 
El cargo de primer ministro fue abolido por Karan Singh, quien cedió su poder de Maharaja para convertir a Cachemira en estado indio, pasando a ser Gobernador General y Mohammed Sadiq mantuvo la jefatura de gobierno como jefe de ministros (1965-1971).
Paralelamente a su cargo de jefe de ministros de Jammu y Cachemira, se desempeñó en otras labores públicas. Asesoró a la Asamblea Nacional, al gobierno central indio, fue profesor universitario, dio conferencias de transparencia en funciones públicas a nivel internacional, formó la unidad de investigación de la Universidad de Cachemira, donde se dedicó un tiempo a su hobbie, la alquimia (química antigua).
Mantuvo el cargo de jefe de ministros hasta 1971, fecha en que falleció.
| Predecesor: Khwaja Shamsuddin     | Primer ministro de Jammu y Cachemira 1964-1965   | Sucesor: Ghulam Mohammed Sadiq |
| Predecesor: Ghulam Mohammed Sadiq | Jefe de Ministros de Jammu y Cachemira 1965-1971 | Sucesor: Syed Mir Qasim        |

- Datos: Q8963992